# Векк'єтта

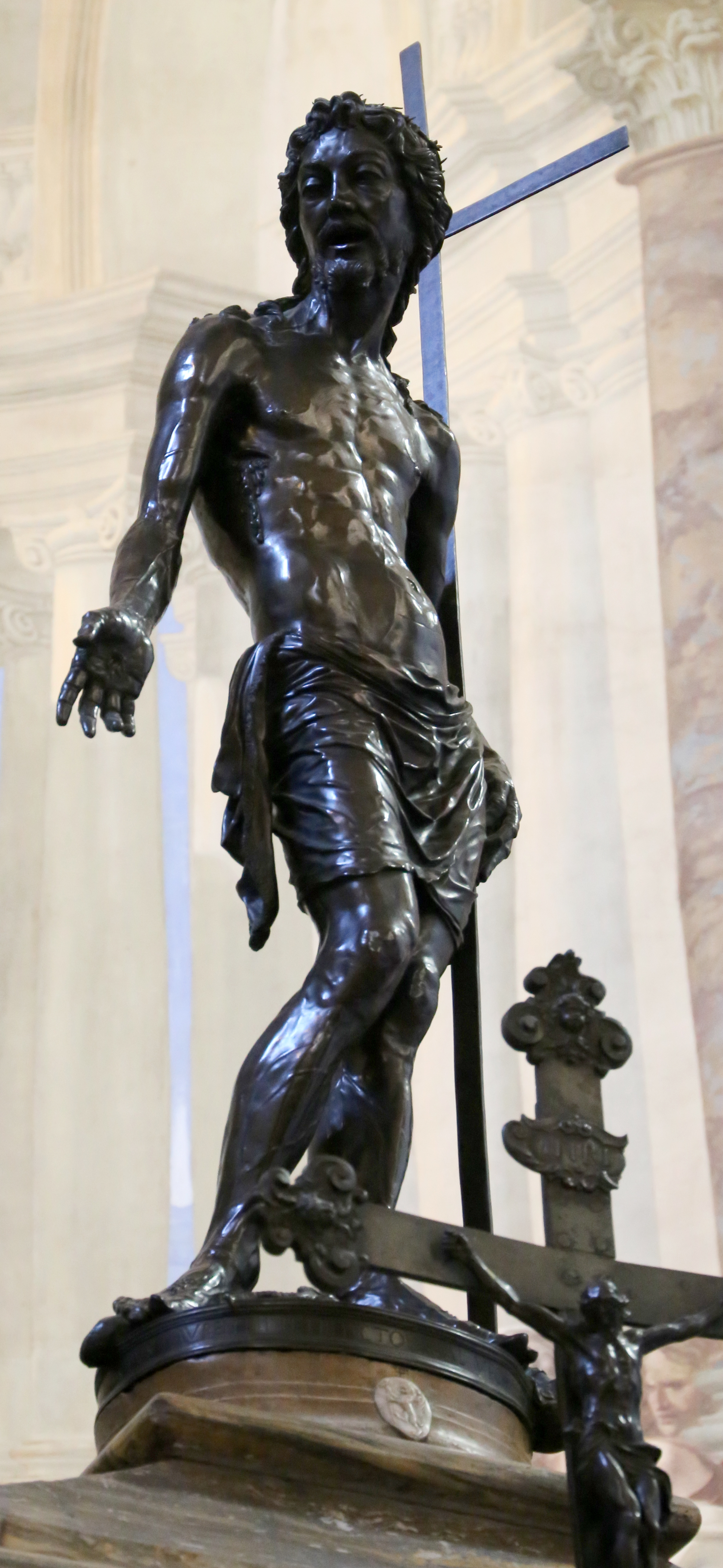
Христос воскреслий

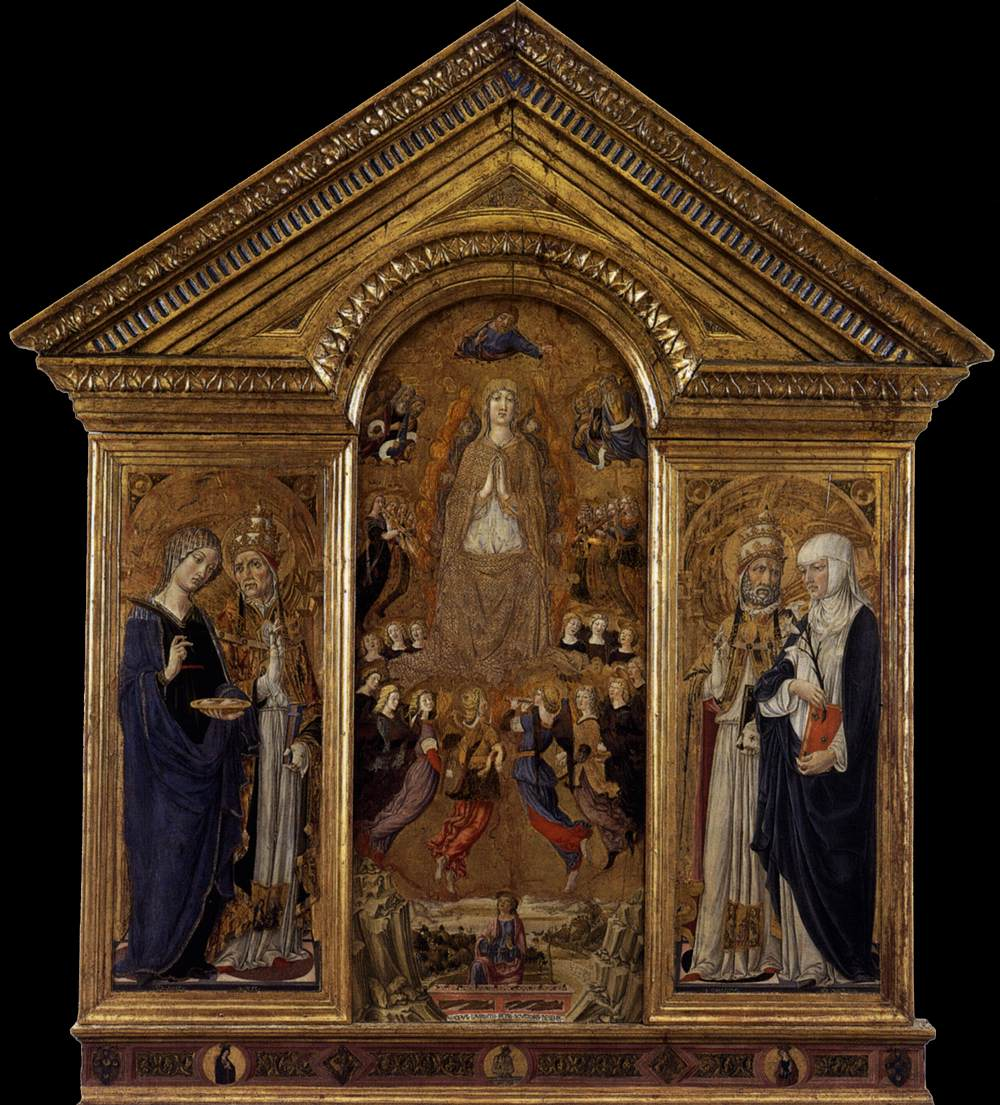
Успіння Богородиці,Собор в Пієнці

Векк'єтта (італ. Vecchietta; близько 1410 —Сієна, 6 червня 1480) — італійський художник, скульптор та ювелір Сієнської школи.

## Життєпис
Справжнє ім'я — Лоренцо ді П'єтро ді Джованні. Був хрещений у Сієні у 1410 році.До 1970 року помилково вважалося, що народився в 1412 р. в Кастільоне д'Орча. Походження прізвиська ( іт.vecchietta -старенька ) невідоме.Вперше згадується як художник з 1428 року серед членів гільдії художників Сієни. Багато дослідників вважають, що його вчителем був Сассетта.
Був вчителем відомих художників Франческо ді Джорджо ді Мартіні та Нероччо де Ланді.

## Творчість
На Векк'єтту на початку кар'єри справила сильне враження творчість Донателло, який був у Сієні у 1427 році. Також на формування стилю художника вплинув Мазоліно да Панікале, з яким Векк'єтта працював над фресками в церкві Колледжата у Кастільйоне Олона («Поховання святого Стефана» і «Поховання святого Лаврентія», бл. 1435–1439 років), створеними на замовленням кардинала Бранда Кастільйоне.
Крім того, він виконав фрески в капелі кардинальського палацу — Кастільйоне, зобразивши євангелістів і святих. Незважаючи на те, що вони збереглися фрагментарно, навіть за цими залишками можна бачити, що ефекти освітлення і співмірність фігур Векк'єтта зміг передати краще, ніж будь-хто з тодішніх сієнських художників. У них відчувається вже не стільки сієнська школа, скільки дух живопису Тоскани.

### Санта Марія делла Скала
Після повернення в Сієну, Векк'єтта узяв участь у розписі шпиталю Санта Марія делла Скала, в якому крім нього працювали Доменіко ді Бартоло і Пріама делла Кверча.
Векк'єтта намалював там фреску «Видіння матері блаженного Сороре». Це алегорична фреска, на якій зображений уклінний швець Сороре, що вважається засновником шпиталю, який стоїть навпроти своєї матері, над головою якої розгорнулася сцена її бачення, того, що сталося перед народженням її сина: Богоматір в оточенні янголів спустила з небес драбину (сходи італійською scala — саме так називається шпиталь),якій піднімаються в небеса під її захист діти-сироти. Праворуч в ніші він зобразив рельєфи Адама і Єви, а зліва рельєфи Каїна і Авеля; вони ніби символізують собою первородний гріх і Старий заповіт. На вхідних стіні цього госпіталю Веккьетта написав три сцени з життя Товія, але вони, на жаль, не збереглися. Тут же він розписав дверцята релікварію — «Пристрасті Христові», «Святі» і «Блаженні» (1445 рік).
У 1446–1449 роках створив фрески в місцевому сакристії. Вони зобразили 4 апостолів, Успіння, сцени з життя Ісуса Христа.
У 1451 році створив на замовлення папи римського Пія II картини Успіння для собору у П'єнці.

### Скульптурні роботи
У 1458–1462 роках для лоджії Купців створив  фігури апостолів Петра і Павла, які були високо оцінені Д. Вазарі. Він також є автором статуї Святої Катерини Сієнської (1461 рік), не збереглася.
Найбільшим шедевром Векк'єтти як скульптора є бронзовий ківорій, який початково призначався для Санта Марія делла Скала(1467-1472), але в 1506 році був перенесений до головного вівтаря Сієнського Собору.

## Перелік робіт
- Релікварій, розписана шафка, 1445, Національна пінакотека, Сіена
- Святий Петро та Святий Павло, статуї, мармур, 1458-1462, Сіена